# Elezioni amministrative in Nagorno Karabakh del 2004
Le elezioni amministrative in Nagorno Karabakh  del 2004 si sono tenute il giorno 8 agosto e sono state le terze consultazioni per le cariche di sindaco e del “Consiglio degli anziani” di  quasi tutte le comunità urbane e rurali della repubblica caucasica de facto del Nagorno Karabakh, dal 2017 al 2024 denominata repubblica di Artsakh.

## Votanti
Secondo i dati della Commissione elettorale centrale hanno votato 58.885 elettori pari al 66,6% degli aventi diritto (88.436). Le elezioni hanno interessato 199 comunità su 241.

## Candidati
Per la carica di capo comunità (sindaco) erano in lizza 391 candidati. Il numero di candidati per il rinnovo dei Consigli degli anziani è stato di 1685 per un totale di 1437 eletti.

## Risultati elezione capi comunità per lista
| Partito                           | Eletti | Percentuale |
| --------------------------------- | ------ | ----------- |
| Partito Democratico dell'Artsakh  | 53     | 26,6%       |
| Federazione Rivoluzionaria Armena | 21     | 10,5%       |
| Partito Comunista dell'Artsakh    | 9      | 4,5%        |
| Indipendenti                      | 116    | 58,3%       |